# Louis de Pardaillan de Gondrin (1707-1743)
Louis de Pardaillan de Gondrin, Duca d'Antin (Versailles, 9 novembre 1707 – Francia, 9 dicembre 1743), fu un cortigiano francese e bisnipote in linea maschile di Madame de Montespan.

## Biografia
Nacque nel 1707 da Louis de Pardaillan de Gondrin, marquis de Gondrin, e da sua moglie, Marie Victoire de Noailles, una dei venti figli di Anne Jules di Noailles e Marie Françoise de Bournonville. Suo padre era membro del Casato di Pardaillan de Gondrin, un'antica e nobile famiglia di origine guascone. I suoi cugini materni includevano il Duca di Noailles (che sposò l'erede di Madame de Maintenon) e il Duca di La Vallière.
Il maggiore di due figli, Louis fu noto come marquis de Gondrin dal 1712 quando suo padre morì inaspettatamente all'età di 23 anni. Nel 1722, suo nonno, Louis Antoine, l'unico figlio maschio legittimo di Madame de Montespan, rinunciò al Ducato d'Antin e lo diede a suo nipote che all'epoca aveva quindici anni. Il 29 ottobre 1722, sposò Françoise Gillonne de Montmorency (1704–1768), una nipote di François Henri de Montmorency, Duca di Luxembourg e Maresciallo di Francia. La coppia ebbe quattro figli, un maschio (nato nel 1727) e tre femmine. Suo figlio non si sposò e morì a Breme durante la guerra dei sette anni. Sua figlia minore contrasse matrimonio all'interno della famiglia Uzès, uno dei maggiori pari di Francia, schierandola subito dopo i principi del sangue (i legittimi discendenti in linea maschile del regnante Casato di Borbone).
La madre di Louis si risposò il 2 febbraio 1723 con Luigi Alessandro di Borbone, Conte di Tolosa, il più giovane dei figli di Luigi XIV e della bisnonna di Louis, La Montespan, in una cerimonia segreta. Il matrimonio fu annunciato soltanto dopo la morte del Régent nel dicembre di quello stesso anno. dal secondo matrimonio di sua madre ebbe un fratellastro, Luigi Giovanni Maria di Borbone, il duc de Penthièvre e il solo uomo più ricco di Francia prima della rivoluzione. I suoi nipoti includevano il prince de Lamballe (marito dell'assassinata Maria Teresa Luisa di Savoia).
Fu iniziato in Massoneria nel 1734 da Charles Lennox,II duca di Richmond nel suo castello di Aubigny, e il 24 giugno 1738 divenne il Gran maestro della Gran Loggia di Francia. 
Morì all'età di 36 anni e fu succeduto come Duca d'Antin dal suo unico figlio maschio Louis. Sua moglie gli sopravvisse di venticinque anni.

## Figli
- Julie Sophie Gillette de Pardaillan de Gondrin (1º ottobre 1725–1797), Badessa di Fontevraud (1765–1792), nubile;
- Louis de Pardaillan de Gondrin (15 febbraio 1727–14 settembre 1757), morì celibe;
- Marie Françoise de Pardaillan de Gondrin (13 agosto 1728–1764), sposò François Emery de Durfort, Conte di Civrac, ebbe figli;
- Julie Magdeleine Victoire de Pardaillan de Gondrin (20 marzo 1731–13 settembre 1799), sposò François Emmanuel de Crussol, Duca di Uzès ed ebbe figli; gli attuali Duchi di Uzès discendono da Julie.